# Mercado dos Lavradores
O Mercado dos Lavradores é um prédio histórico situado no centro da cidade do Funchal, na Madeira. É uma obra que preserva a arquitetura tradicional do Estado Novo, num estilo que oscila entre a Art Déco da década de 1930 e o Modernismo.

## História
O Mercado dos Lavradores foi inaugurado a 25 de novembro de 1940, sendo o projeto arquitetónico da autoria de Edmundo Tavares. É, também, uma das obras de referência do período do governo camarário de Fernão de Ornelas.

## Características
O Mercado tem uma área coberta de 9.600 m². A decorar a entrada principal e, também, no interior estão vários painéis de azulejos, pintados com temas regionais por João Rodrigues, produzidos na Fábrica de Loiça de Sacavém.
Uma outra característica é o traje tradicional e folclórico madeirense de muitas vendedoras, pleno de cores vivas.

## Galeria

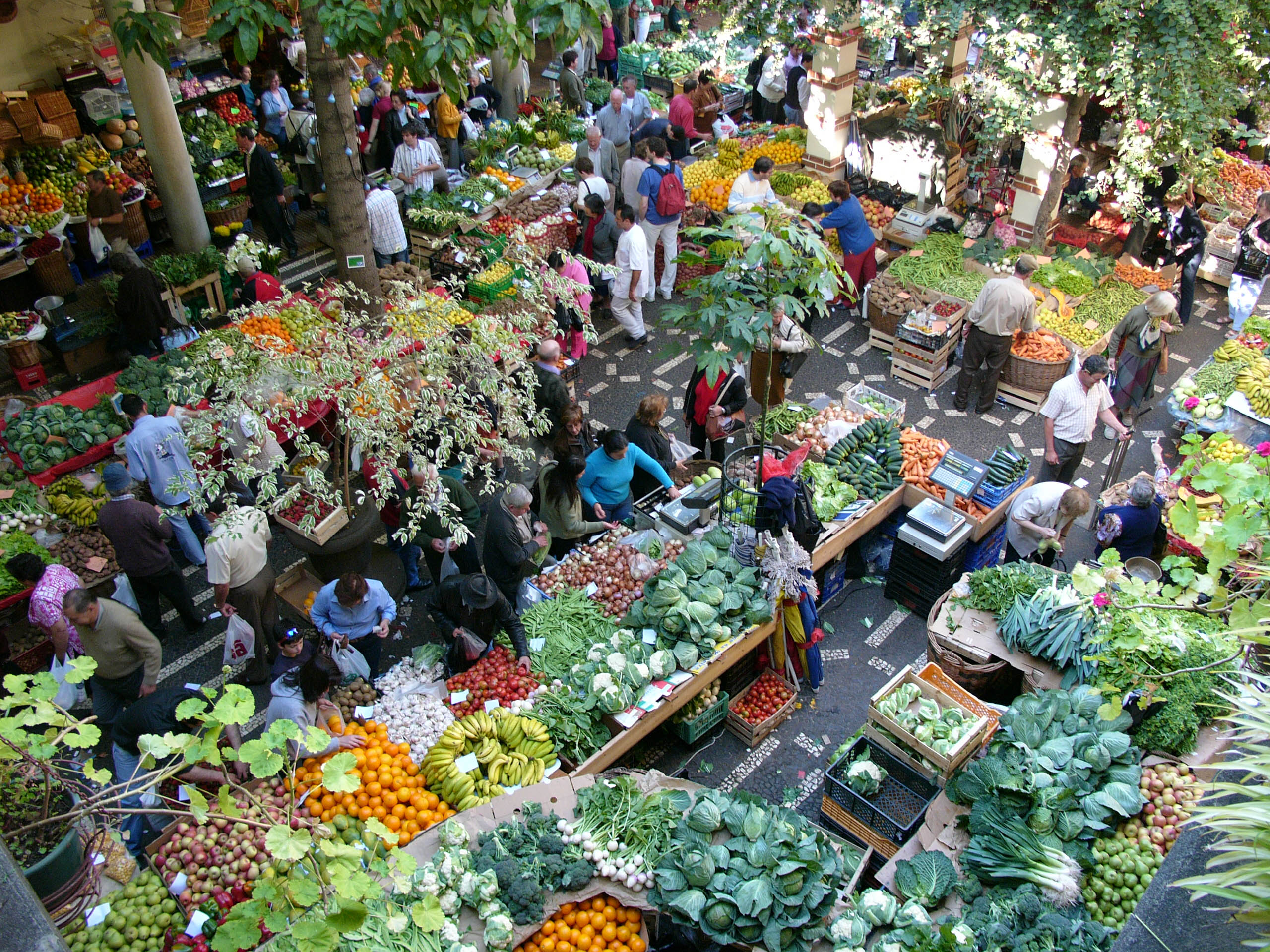
Bancas de frutas ao ar livre no interior.
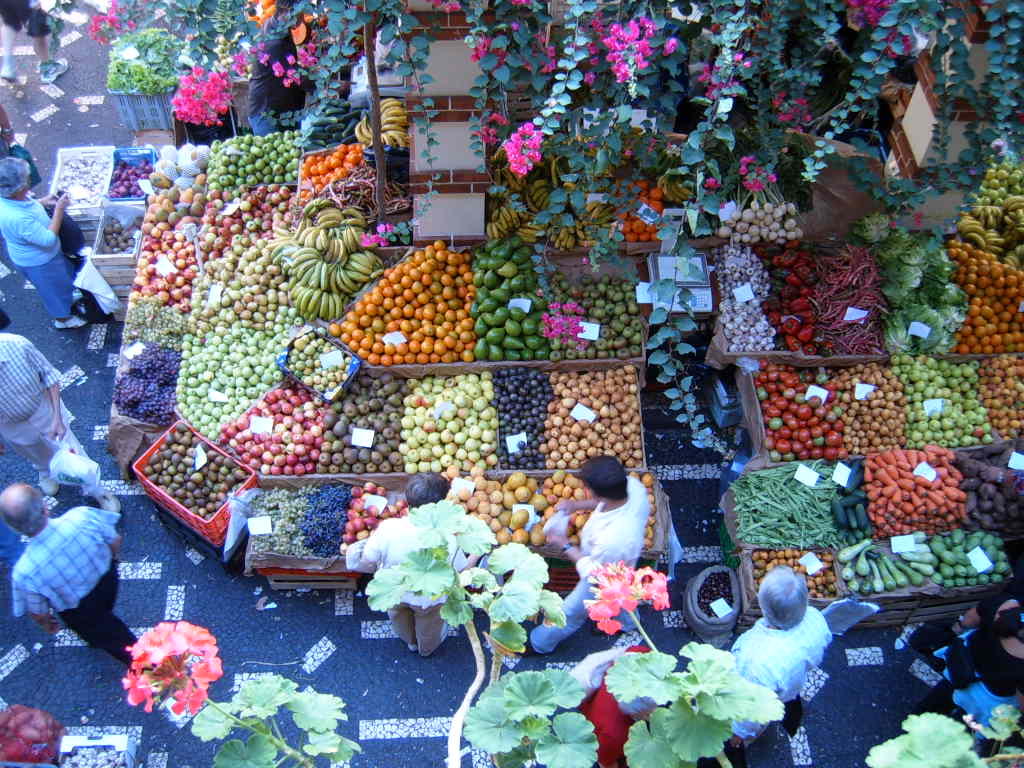
Bancas de frutas.
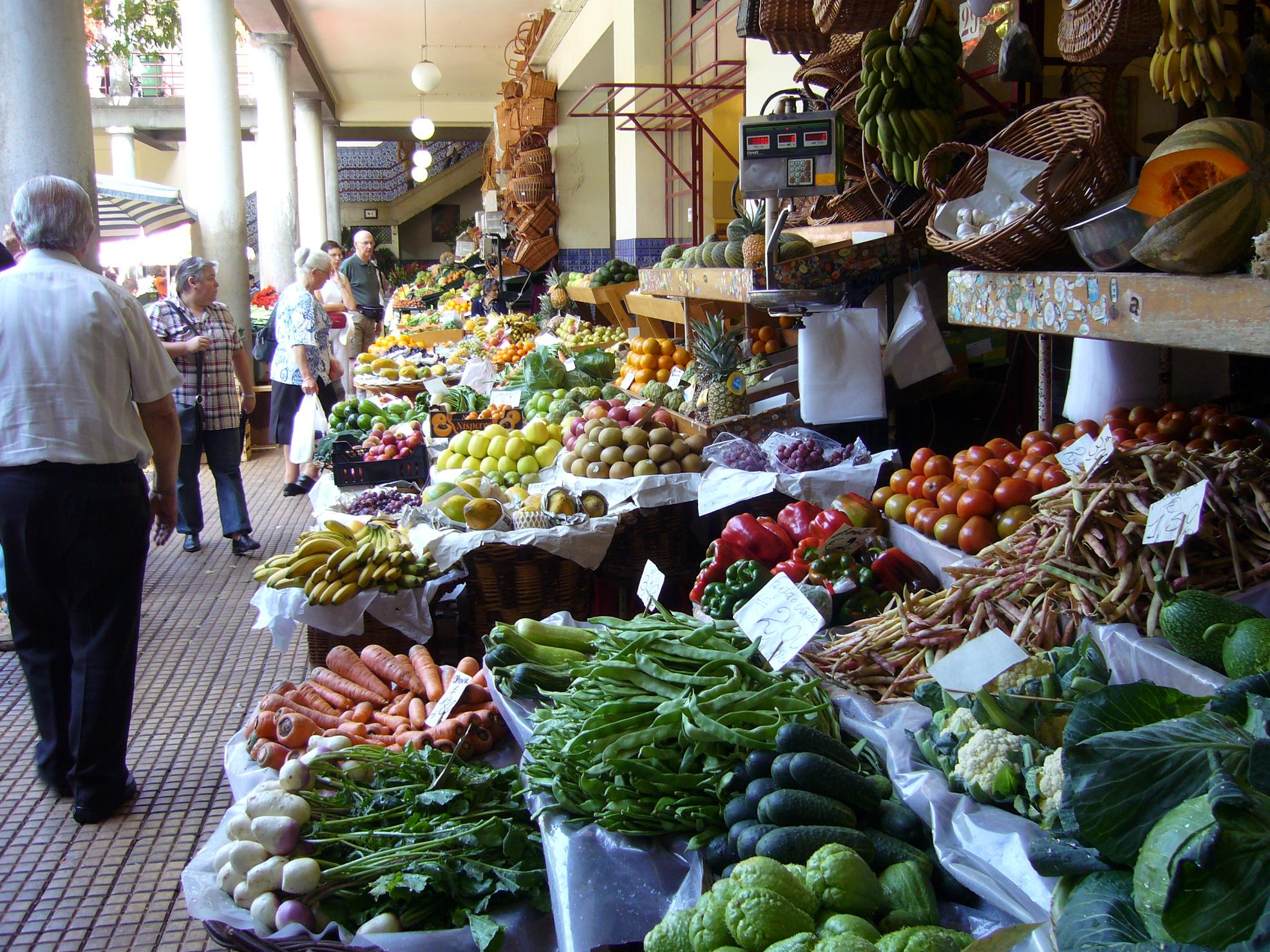
Frutas e outros artigos regionais.
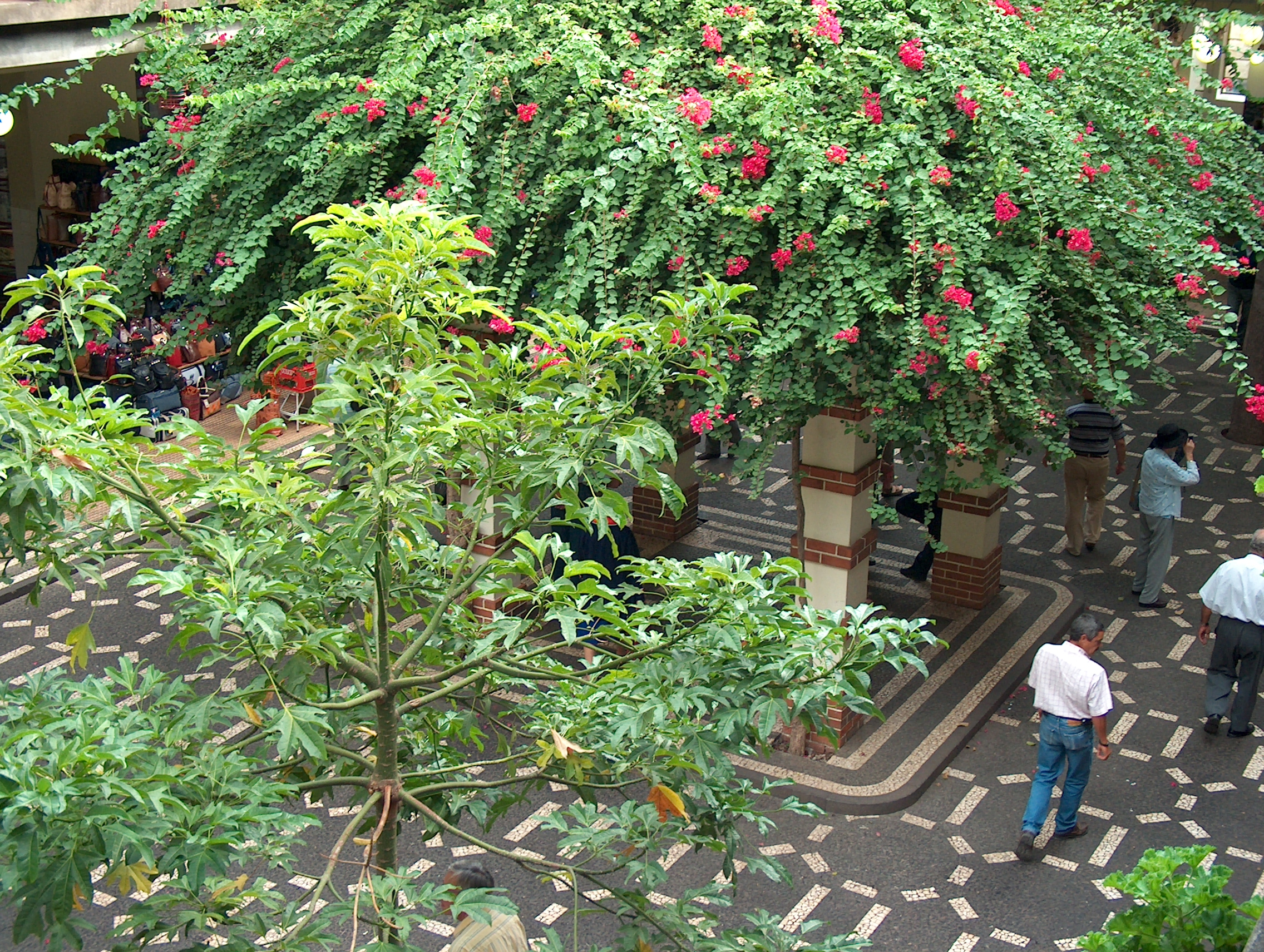
Interior.
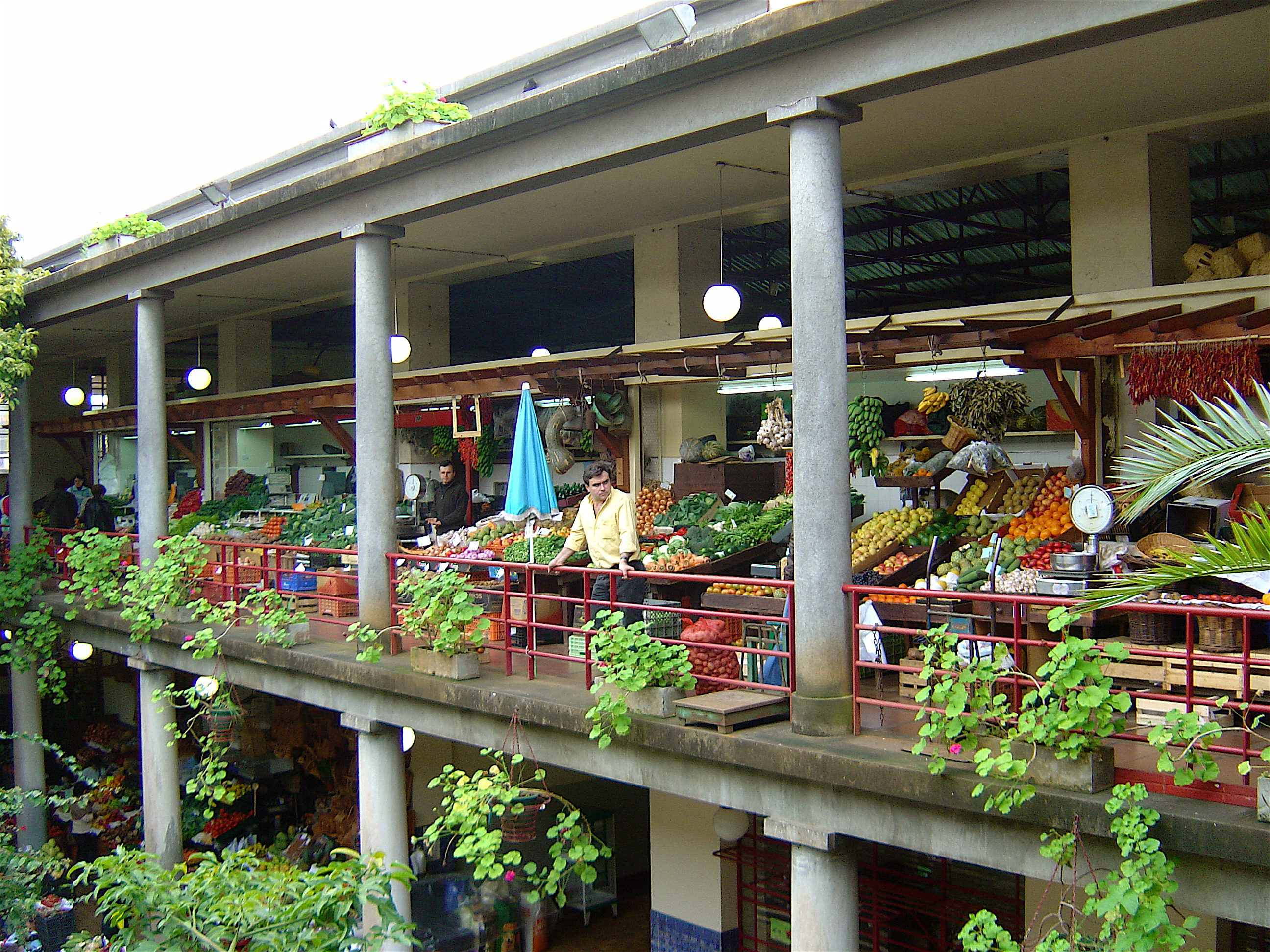
Piso superior.
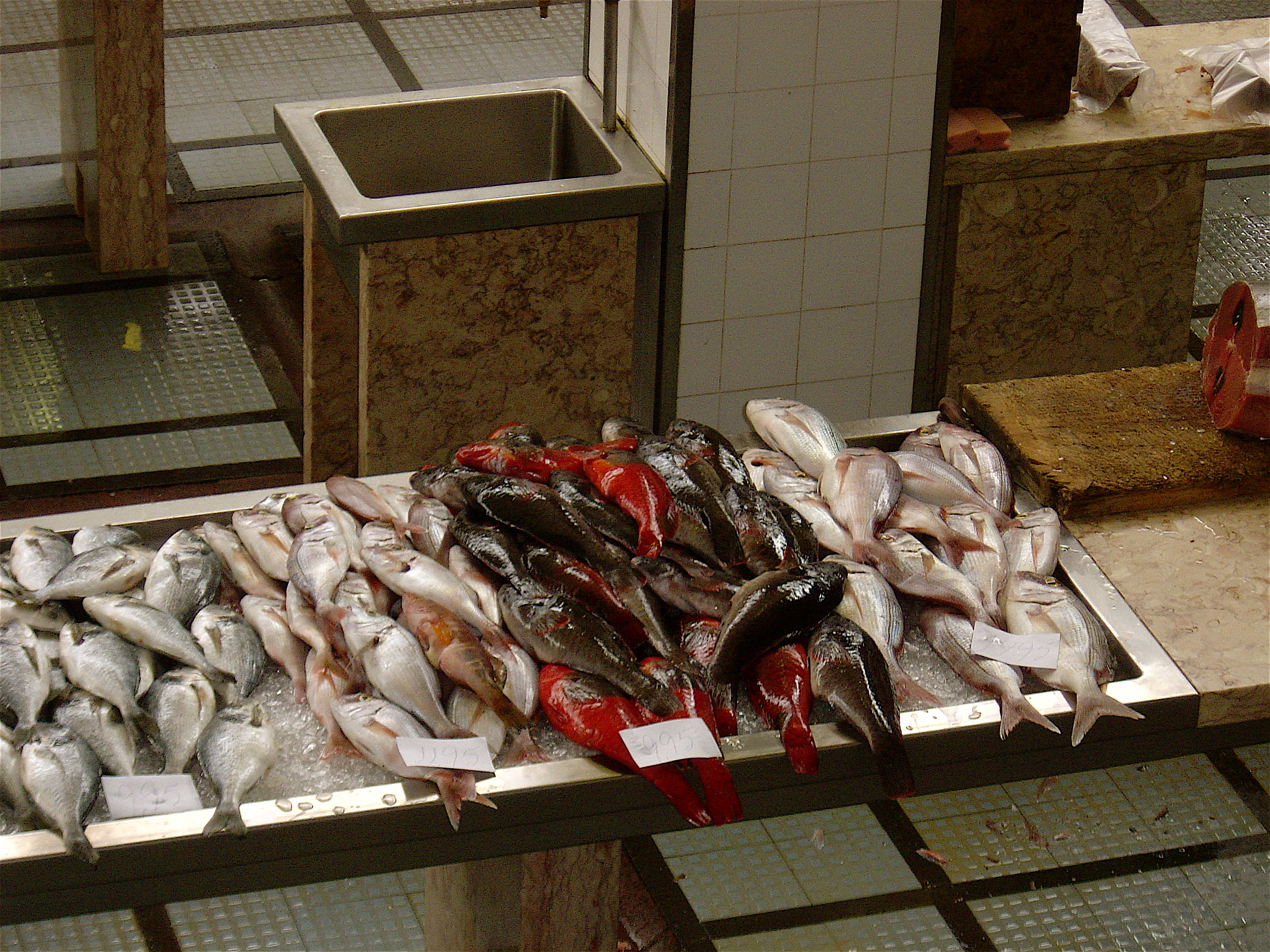
Banca de peixe.
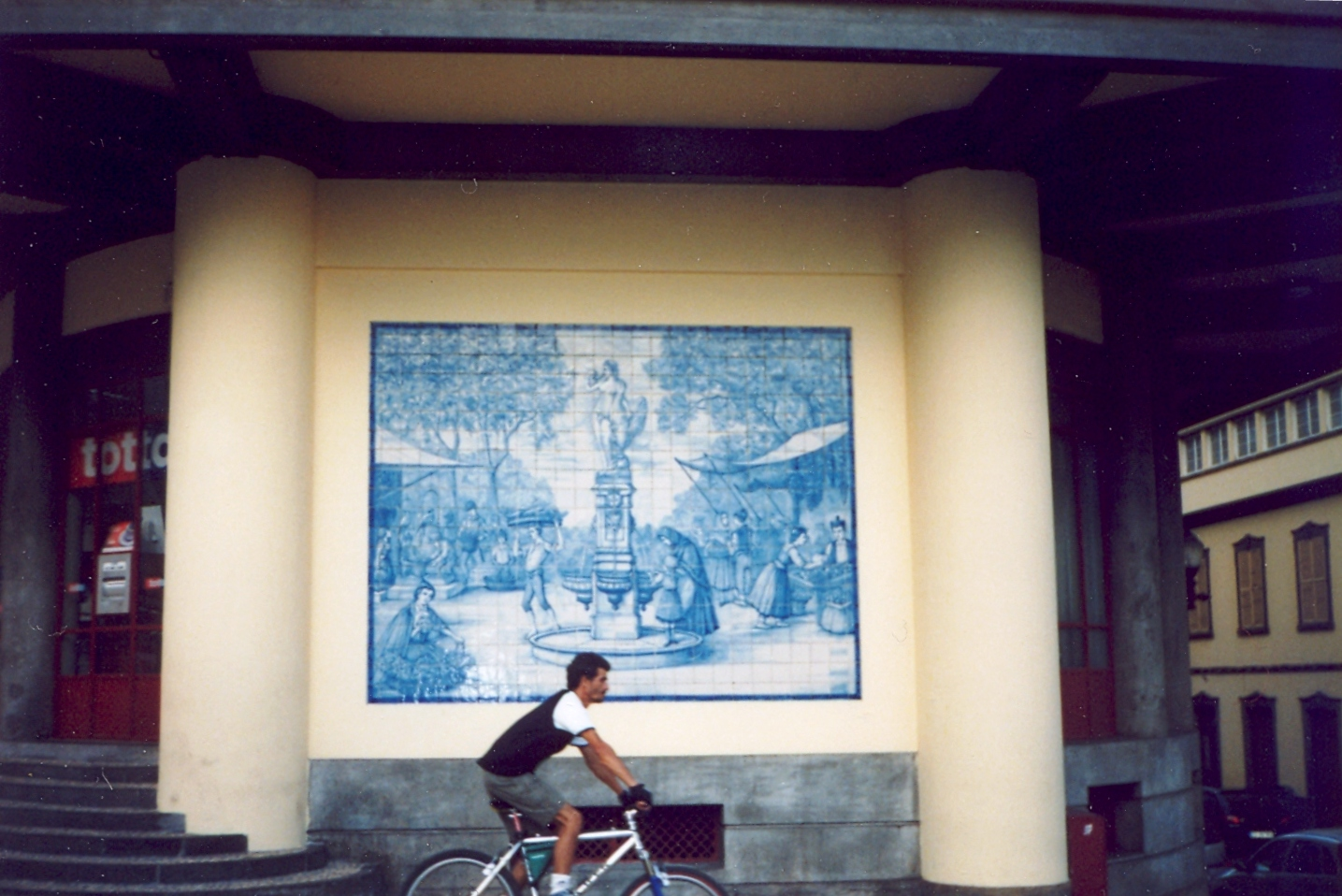
Azulejo à entrada do Mercado.
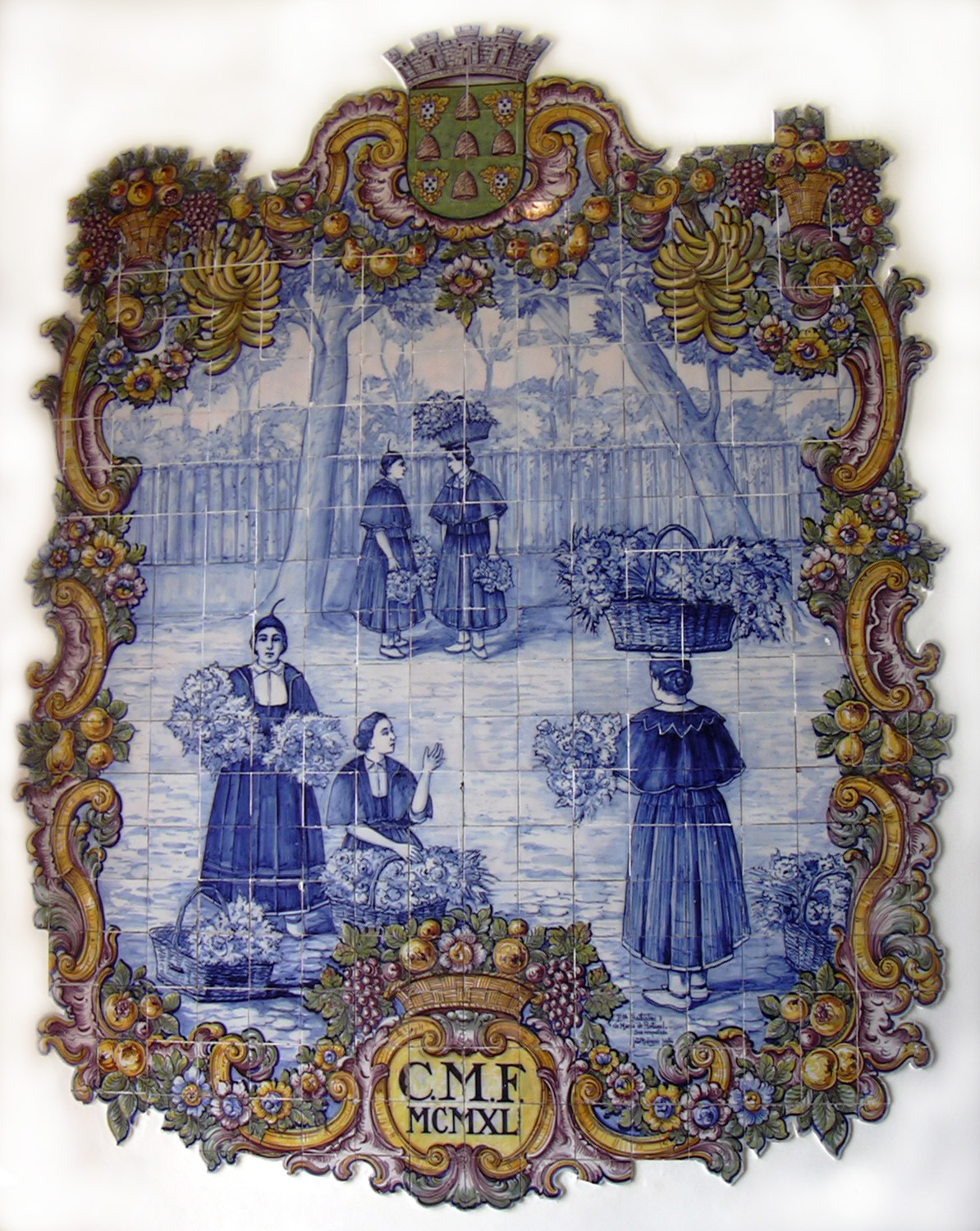
Azulejo no Mercado.